# 中嶋暉躬
中嶋 暉躬（なかじま てるみ、1933年1月16日 - 2025年1月4日）は、日本の薬学者。東京大学名誉教授、サントリー生命科学財団サントリー生物有機科学研究所元所長、星薬科大学元学長。
政治家の橘慶一郎の義父である。

## 経歴
東京大学薬学部で学び、1955年に卒業。同大学大学院薬学系研究科に進学し、1960年に博士課程修了、学位論文『肝潅流法によるアニリンの代謝』を提出して薬学博士号を取得。
卒業後は、東京大学薬学部助手に採用された。1965年から1967年まで、米国アメリカ国立衛生研究所にて研究に従事。1967年、東京大学薬学部助教授に就いた。1971年、広島大学医学部総合薬学科教授となった。
1980年より東京医科歯科大学医用機材研究所教授。1983年、母校の東京大学薬学部教授となった。1990年からは同薬学部長を務めた。1993年、東京大学を退任して名誉教授となった。その後は、1993年から2003年まで(財)サントリー生物有機科学研究所所長、1994年サントリー株式会社専務取締役・医薬事業部長。2004年、星薬科大学学長に就任。
2025年1月4日死去。91歳没。
役員、委員ほか
- 2001年：ダイセル化学工業技術顧問
- 2003-2004年：（財）サントリー生物有機科学研究所研究顧問

## 受賞・栄典
- 1971年：日本薬学会奨励賞
- 1992年：日本薬学会学術賞
- 1994年：日本学士院賞を受賞。「ハチ毒、クモ毒の化学的、生理学的研究、特にジョロウグモ毒(JSTX)の神経科学的研究」（共同研究）の功績に対して[6]
- 2007年：瑞宝中綬章受章[7]

## 著作
共編著
- 『バイオメディカルクロマトグラフィー』原昭二・中嶋暉躬・廣部雅昭編, 南江堂 1981
- 『天然物と生物活性:新しい展開をめざして』井村裕夫ほか編 東京大学出版会 1983
- 『天然の毒:毒草・毒虫・毒魚』講談社 1985
- 『生物材料の取扱い』中嶋暉躬ほか編 丸善 1987